# Văn Cao - Người đi dọc biển
Văn Cao - Người đi dọc biển là cuốn tiểu sử dưới dạng một tiểu thuyết chân dung đầu tiên về nhạc sĩ - nhà thơ – họa sĩ Văn Cao. Tác giả cuốn sách, nhà nghiên cứu âm nhạc Nguyễn Thụy Kha cũng được nhiều người biết đến là một nhà nghiên cứu có nhiều bài viết giá trị về cuộc đời và sự nghiệp của Văn Cao. Bởi ông là một trong những người bạn văn nghệ gần gũi của Văn Cao lúc sinh thời. Cuốn tiểu thuyết gồm có 21 chương do Nhà xuất bản Phụ nữ và Công ty sách Phương Đông ấn hành năm 2011.